# Анрі-Шарль дю Камбу де Куален
Анрі-Шарль дю Камбу де Куален (15 вересня 1665, Париж — 28 листопада 1732) — французький прелат. Був єпископом Меца з 1697 до 1732 року. З 1710 року — герцог де Куален. Член Французької академії (крісло № 25) з 1710 року.

## Біографія
Праправнук канцлера Сег'є, брат П'єра де Камбу і небіж П'єра дю Камбу де Куалена, 20 червня 1714 року написав мандат, в якому виступив проти папської булли Unigenitus («Єдинородний син»), що стало сенсацією у всій французькій церкві. Така сенсаційність цієї події була пов'язана з самою постатю Камбу де Куалена, важливістю єпархії Меца та гостротою засудження булли, замаскованої під її підтримку. Людовик XIV засудив мандат указом від 5 липня 1714 р. "Як такий, що суперечить буллі, прийнятої асамблеєю духовенства Франції. За відмову від оформлення цього указу канцлер де Понтшартрен був звільнений з посади.
Анрі-Шарль де Куален був почесним членом Академії написів та красного письменства та Французької академії (з 1710).
Він заповів абату де Сен-Жермен багату бібліотеку, яку отримав у спадок від канцлера Сег'є. Частина бібліотеки з 1793 року зберігається в Національній бібліотеці Франції (див. фонд Куалена).